# Африкански храстови смокове
Африканските храстови смокове (Philothamnus) са род влечуги от семейство Смокообразни (Colubridae).
Таксонът е описан за пръв път от шотландския лекар Андрю Смит през 1847 година.

## Видове
- Philothamnus angolensis
- Philothamnus battersbyi
- Philothamnus bequaerti
- Philothamnus carinatus
- Philothamnus dorsalis
- Philothamnus girardi
- Philothamnus heterodermus
- Philothamnus heterolepidotus
- Philothamnus hoplogaster
- Philothamnus hughesi
- Philothamnus irregularis
- Philothamnus macrops
- Philothamnus natalensis
- Philothamnus nitidus
- Philothamnus ornatus
- Philothamnus pobeguini
- Philothamnus punctatus
- Philothamnus ruandae
- Philothamnus semivariegatus
- Philothamnus thomensis